# Croton Aqueduct
Koordinaten: 40° 45′ 11″ N, 73° 58′ 55″ W

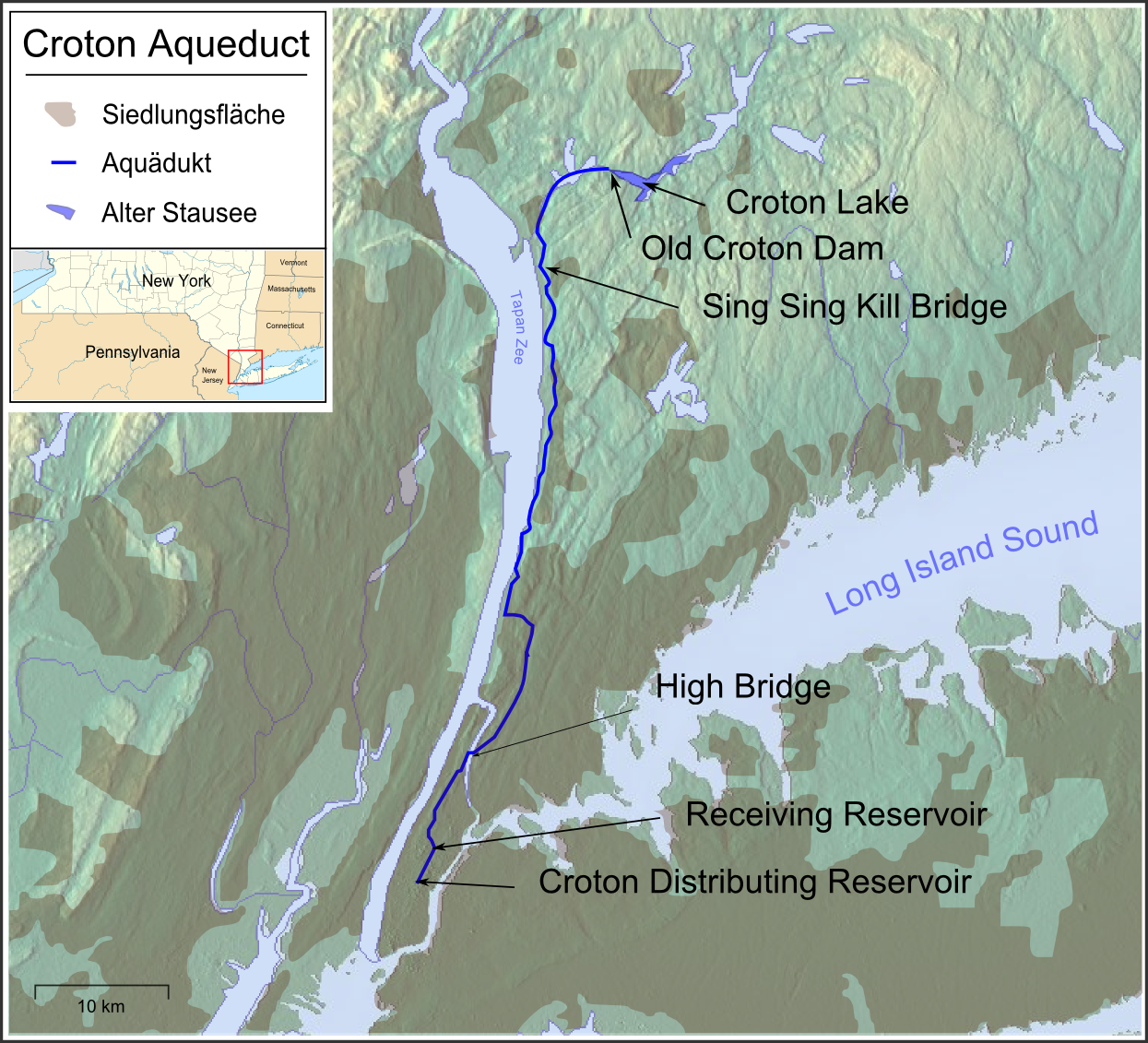
Karte des Croton Aqueduct

Der Croton-Aquädukt ist ein Aquädukt für die Wasserversorgung von New York City, der 1842 fertiggestellt wurde und bis 1965 in Betrieb war. Das Wasser wurde einem Stausee am Croton River entnommen und durch einen 66 Kilometer langen Kanal nach Manhattan geführt.
Der Croton-Aquädukt gilt als erstes großes Bauwerk der Wasserversorgung New Yorks und wurde deshalb im Dezember 1974 ins National Register of Historic Places aufgenommen. Im April 1992 wurden die Überreste des Bauwerks zu einem National Historic Landmark erklärt.
Der auf dem Freispiegelstollen verlaufende Dienstweg war bereits zu Betriebszeiten ein beliebter Spazierweg bei der lokalen Bevölkerung und dient heute als Rad- und Wanderroute im Naherholungsgebiet von New York City. Ein großer Teil des Geländes, das vom Aquädukt und seinen Hilfseinrichtungen benutzt wurde, gehört heute zum Old Croton Aqueduct State Historic Park.

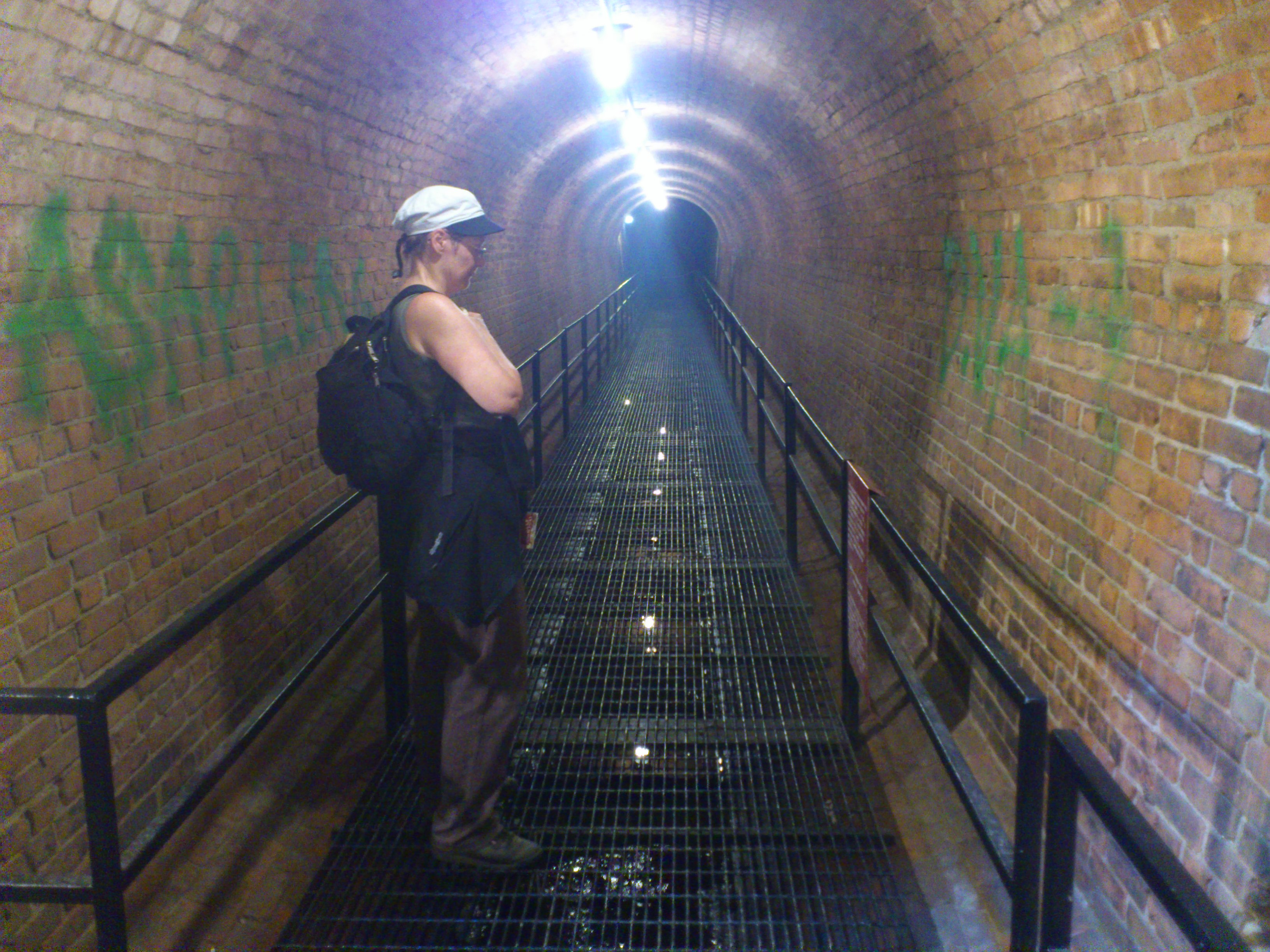
Im Alten Croton Aquädukt beim Wehr in Ossining

## Beschreibung des Bauwerks
Das Wasser für die Versorgung des Aquäduktes wurde dem Croton River entnommen. Für die Wasserfassung wurde mit dem (alten) Croton Dam der im Westchester County gelegene mehrere Kilometer lange Croton Lake aufgestaut. Der Aquädukt führte ungefähr parallel
zum Hudson River in Richtung Manhattan. Der größte Teil der Wasserleitung war als gemauerter Freispiegelkanal mit tonnenförmigem Querschnitt von 110 cm Breite und 130 cm Höhe ausgeführt. Das einzige Kunstwerk im nördlichen Abschnitt ist die gemauerte und mit Gusseisenplatten ausgekleidete 27 Meter lange Sing Sing Kill Bridge bei Ossining.

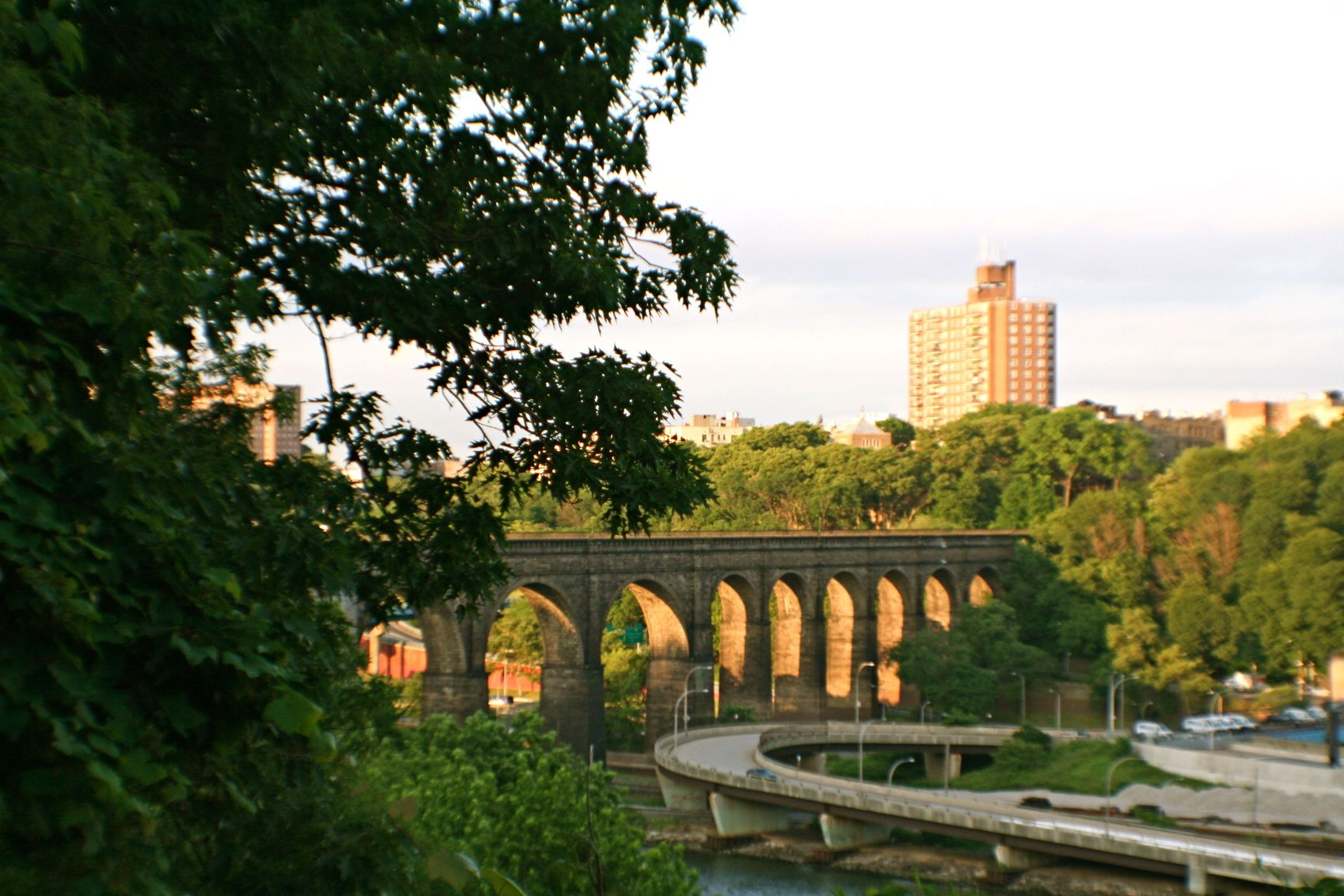
Der Croton-Aquädukt überquerte auf der High Bridge den Harlem River.

Die größte Herausforderung war die Überquerung des Harlem River, die mit einem Düker auf der ca. 440 Meter langen High Bridge bewerkstelligt wurde. Das Manhattan Valley wurde mit vier parallelen gusseisernen Druckrohrleitungen unterfahren und das Clendening Valley mit einem gemauerten Damm gequert, der Durchlässe für die Straßen aufwies. Im Central Park auf der Höhe der 85. Straße befand sich das Auslauf- und Absetzbecken, das 680 Millionen Liter fasste. Von dort führte eine weitere Leitung unter der Fifth Avenue zum Verteilreservoir Murray Hill, Cronton Reservoir genannt, im Bryant Park an der Stelle, an der heute die New York Public Library steht.
Das Wasser floss im Aquädukt allein durch die Gravitation und benötigte vom Croton Lake bis in die Stadt 22 Stunden.

## Geschichte

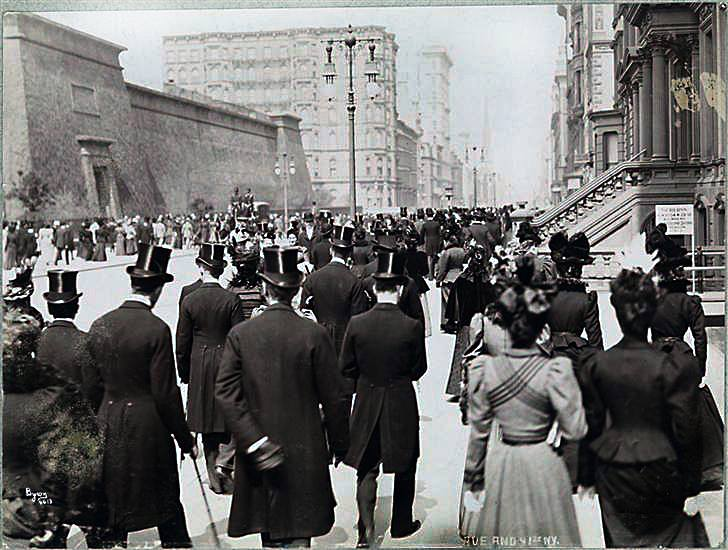
Links das Wasserreservoir bei der Fifth Avenue (1897)

Obwohl Manhattan auf einer Insel liegt, kann das Wasser aus dem Hudson River und dem East River nicht als Trinkwasser genutzt werden, denn beide Gewässer sind salzhaltig. Die wenigen Brunnen und Zisternen auf der Insel reichten bereits Anfang des 19. Jahrhunderts nicht mehr aus, um den Bedarf der wachsenden Stadt zu decken. Oft sickerten Abwässer in die Brunnen. Immer wieder kam es zu Epidemien von Gelbfieber, Cholera oder Typhus, die zahlreiche Tote forderten. Dadurch wurde auch der Handel stark beeinträchtigt und die Wirtschaft negativ beeinflusst. Der Stadtrat beschloss deshalb ein öffentliches Wasserversorgungssystem einzurichten, dessen Bau 1837 begann. In den folgenden Jahren wurde unter der Leitung von John B. Jervis der Aquädukt gebaut. Das Wasserversorgungssystem konnte am 14. Oktober 1842 feierlich im Beisein des damals amtierenden US-Präsidenten John Tyler, der ehemaligen Präsidenten John Quincy Adams und Martin Van Buren, sowie des Gouverneurs von New York William H. Seward eingeweiht werden.

## Auswirkungen der öffentlichen Wasserversorgung

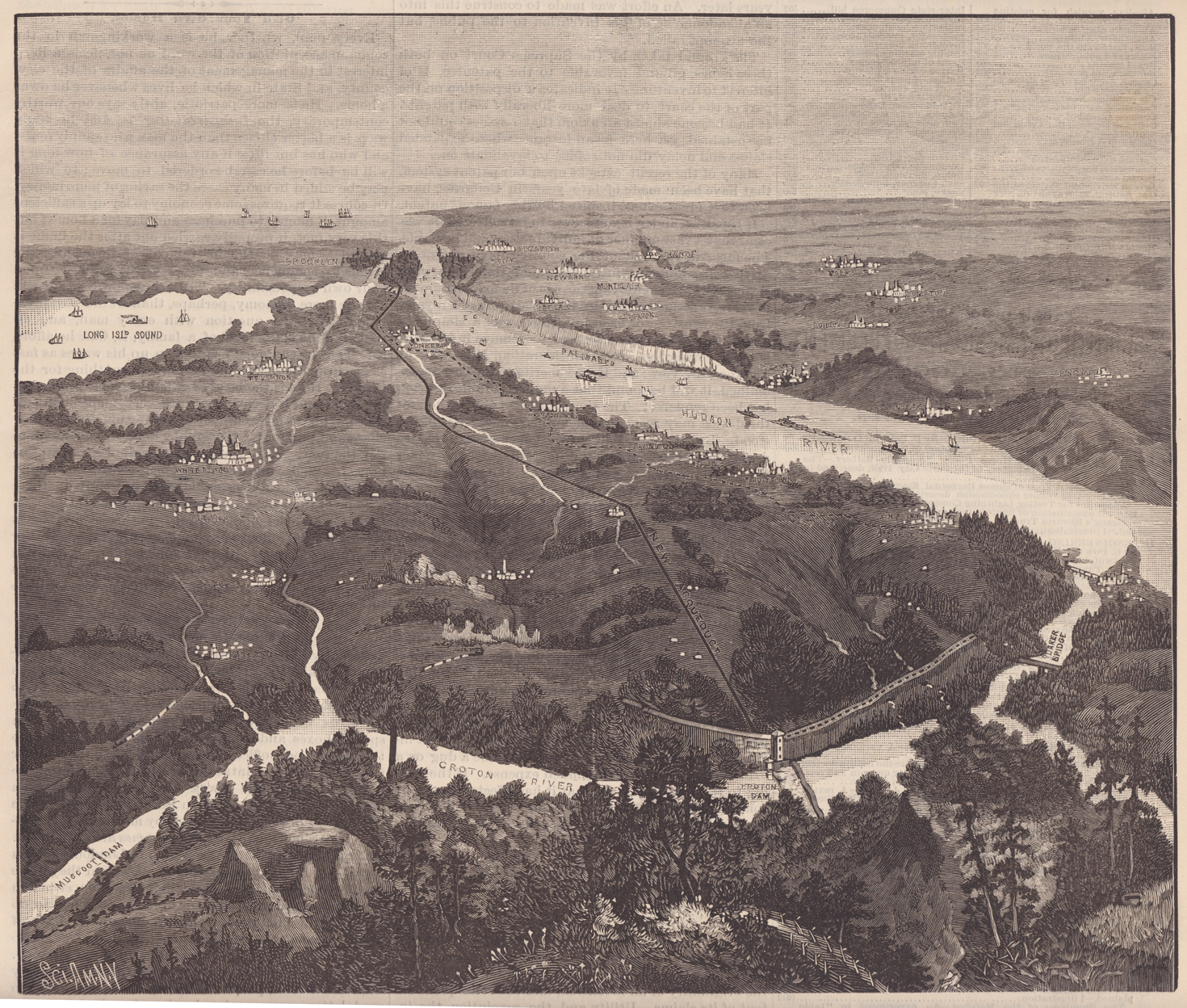
Alter und neuer Croton Aquädukt (1887)

Es wurden öffentliche Badeanstalten errichtet und in die Häuser wohlhabender Bürger wurden Bäder mit fließendem Wasser eingebaut. Allerdings gab es anfangs auch Nebenwirkungen: Die vorher stark frequentierten Brunnen wurden immer seltener benutzt, was zu einem Anstieg des Grundwasserspiegels und damit zur Überflutung von Kellern führte. Dem wurde mit dem Bau von Abwasserkanälen entgegengewirkt. 1852 hatten diese schon eine Gesamtlänge von 238 km.

## Neuer Croton Aquädukt
Dem starken Wachstum der Stadt war der Alte Croton Aquädukt schon bald nicht mehr gewachsen, so dass 1895 mit dem Bau eines zweiten Aquäduktes begonnen wurde. Die New-Croton-Talsperre und der New Croton Aqueduct konnten 1906 dem Betrieb übergeben werden. Ihre Kapazität war dreimal so hoch wie die des Vorgängers und stellt noch heute 10 % der New Yorker Wasserversorgung.

## Sonstiges

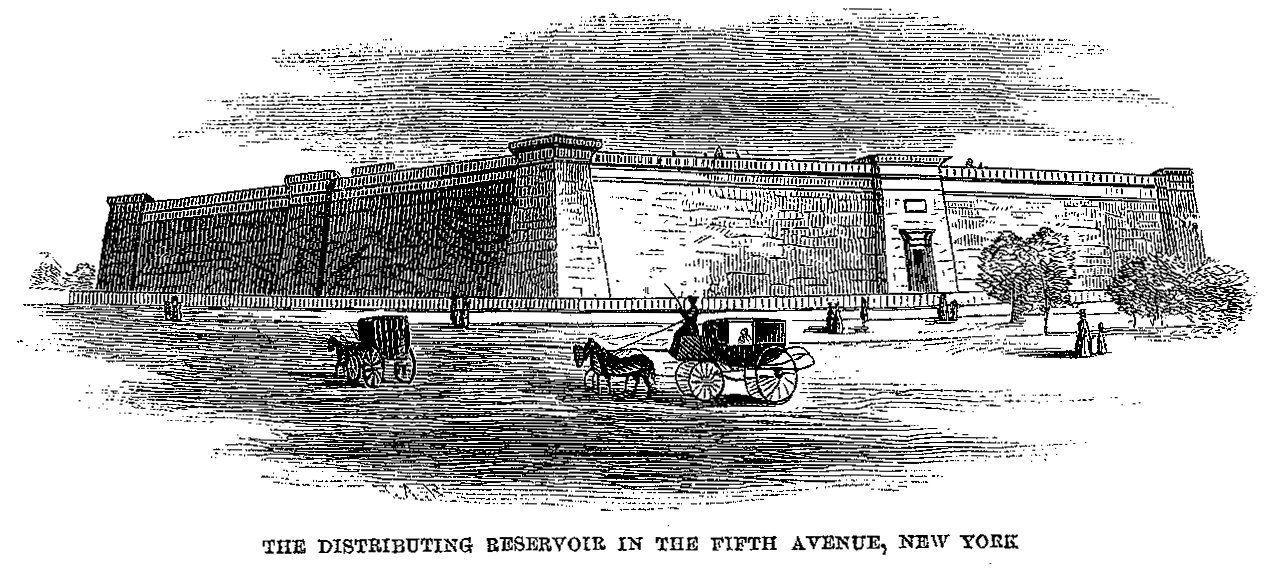
Das Croton Reservoir an der 42. Str. Ecke 5th Avenue

- Das Reservoir im Central Park wurde bis 1940 benutzt und danach abgerissen. Heute befindet sich dort eine Wiese (The Great Lawn).
- Das Croton Reservoir in Midtown Manhattan wurde bereits Ende des 19. Jahrhunderts abgerissen. An gleicher Stelle steht heute die New York Public Library.
- Die High Bridge ist noch erhalten und wurde im Sommer 2015 als Fußgängerbrücke wiedereröffnet.